# Série de championnat de la Ligue américaine de baseball 1993
La Série de championnat de la Ligue américaine de baseball 1993 est la série finale de la Ligue américaine de baseball, dont l'issue détermine le représentant de cette ligue à la Série mondiale 1993, la grande finale des Ligues majeures.
Cette série quatre de sept débute le mardi 5 octobre 1993 et se termine le mardi 12 octobre par une victoire des Blue Jays de Toronto, quatre victoires à deux sur les White Sox de Chicago. 

## Équipes en présence

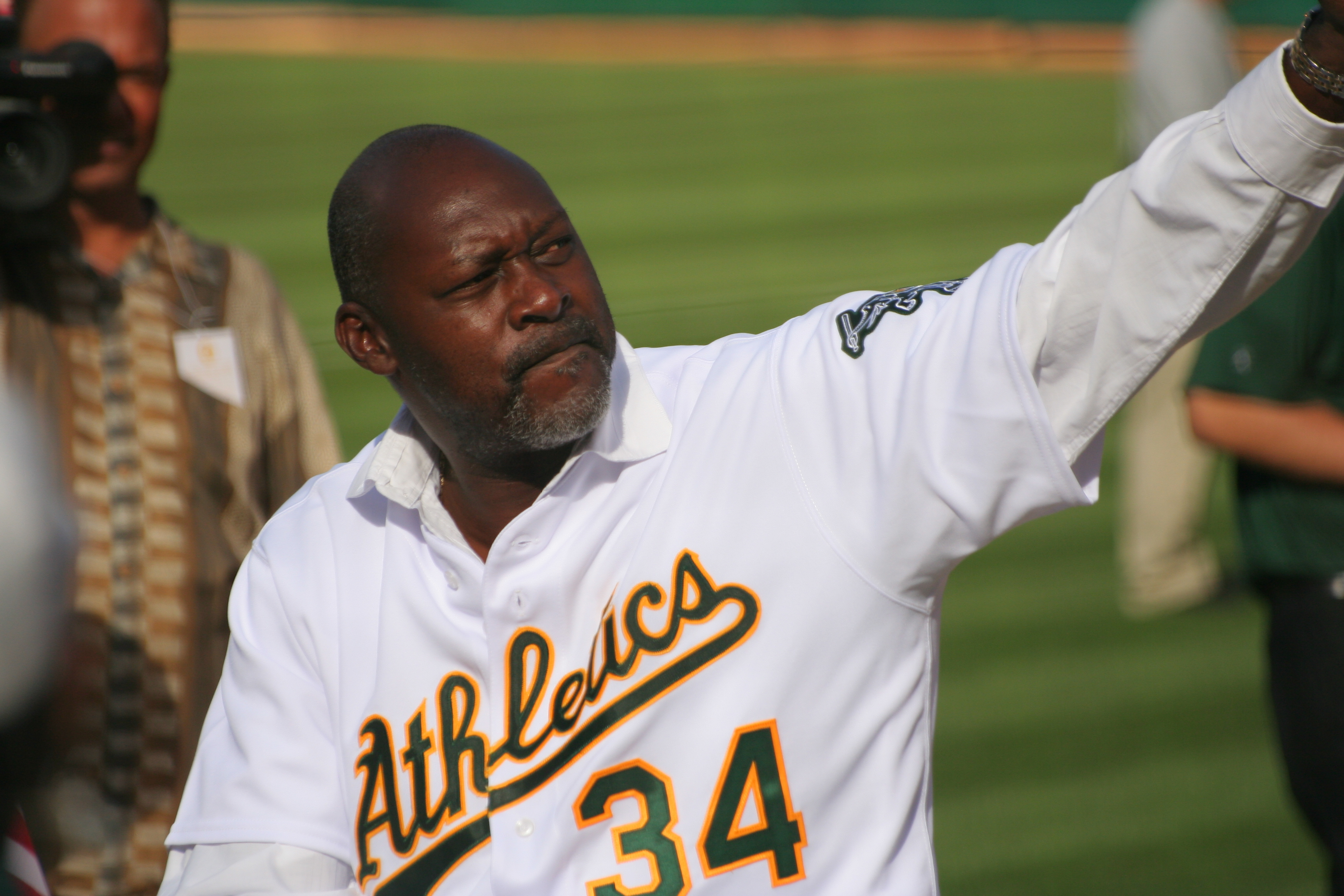
Le lanceur étoile Dave Stewart se joint aux Blue Jays avant la saison 1993.

Devenus en 1992 la première équipe canadienne de l'histoire des Ligues majeures à remporter la Série mondiale, les Blue Jays de Toronto décrochent en 1993 leur troisième titre consécutif de la division Est de la Ligue américaine. C'est aussi la quatrième fois en cinq ans que les Jays terminent premiers de cette division. Le club torontois remporte 95 victoires contre 67 défaites en saison régulière, bouclant l'année avec une confortable avance de sept parties sur leurs plus proches poursuivants, les Yankees de New York.
Les White Sox de Chicago, avec 94 victoires et 68 revers, dominent la section Ouest de l'Américaine et remportent le titre avec huit victoires de plus que l'équipe de seconde place, les Rangers du Texas. Il s'agit d'un premier titre de section depuis 1983 pour les White Sox, et seulement leur cinquième depuis leur dernier triomphe en Série mondiale, en 1917.
Blue Jays et White Sox s'affrontent pour la toute première fois en séries éliminatoires.

## Déroulement de la série

### Calendrier des rencontres
| Match | Date       | Visiteur             | Hôte                 | Score |
| ----- | ---------- | -------------------- | -------------------- | ----- |
| 1     | 5 octobre  | Blue Jays de Toronto | White Sox de Chicago | 7 - 3 |
| 2     | 6 octobre  | Blue Jays de Toronto | White Sox de Chicago | 3 - 1 |
| 3     | 8 octobre  | White Sox de Chicago | Blue Jays de Toronto | 6 - 1 |
| 4     | 9 octobre  | White Sox de Chicago | Blue Jays de Toronto | 7 - 4 |
| 5     | 10 octobre | White Sox de Chicago | Blue Jays de Toronto | 3 - 5 |
| 6     | 12 octobre | Blue Jays de Toronto | White Sox de Chicago | 6 - 3 |

### Match 1
Mardi 5 octobre 1993 au Comiskey Park, Chicago, Illinois.
| Blue Jays de Toronto | 0 | 0 | 0 | 2 | 3 | 0 | 2 | 0 | 0 | 7 | 17 | 1 |
| White Sox de Chicago | 0 | 0 | 0 | 3 | 0 | 0 | 0 | 0 | 0 | 3 | 6  | 1 |
| Lanceurs partants : TOR : Juan Guzman CHI : Jack McDowell Vic. : Juan Guzman (1-0) Déf. : Jack McDowell (0-1) HRs : TOR : Paul Molitor (1) |   |   |   |   |   |   |   |   |   |   |    |   |

### Match 2
Mercredi 6 octobre 1993 au Comiskey Park, Chicago, Illinois.
| Blue Jays de Toronto | 1 | 0 | 0 | 2 | 0 | 0 | 0 | 0 | 0 | 3 | 8 | 0 |
| White Sox de Chicago | 1 | 0 | 0 | 0 | 0 | 0 | 0 | 0 | 0 | 1 | 7 | 2 |
| Lanceurs partants : TOR : Dave Stewart CHI : Alex Fernandez Vic. : Dave Stewart (1-0) Déf. : Alex Fernandez (0-1) Sauv. : Duane Ward (1) |   |   |   |   |   |   |   |   |   |   |   |   |

### Match 3
Vendredi 8 octobre 1993 au SkyDome, Toronto, Ontario.
| White Sox de Chicago                                                                                            | 0 | 0 | 5 | 1 | 0 | 0 | 0 | 0 | 0 | 6 | 12 | 0 |
| Blue Jays de Toronto                                                                                            | 0 | 0 | 1 | 0 | 0 | 0 | 0 | 0 | 0 | 1 | 7  | 1 |
| Lanceurs partants : CHI : Wilson Alvarez TOR : Pat Hentgen Vic. : Wilson Alvarez (1-0) Déf. : Pat Hentgen (0-1) |   |   |   |   |   |   |   |   |   |   |    |   |

### Match 4
Samedi 9 octobre 1993 au SkyDome, Toronto, Ontario.
| White Sox de Chicago | 0 | 2 | 0 | 0 | 0 | 3 | 1 | 0 | 1 | 7 | 11 | 0 |
| Blue Jays de Toronto | 0 | 0 | 3 | 0 | 0 | 1 | 0 | 0 | 0 | 4 | 9  | 0 |
| Lanceurs partants : CHI : Jason Bere TOR : Todd Stottlemyre Vic. : Tim Belcher (1-0) Déf. : Todd Stottlemyre (0-1) Sauv. : Roberto Hernández (1) HRs : CHI : Lance Johnson (1), Frank Thomas (1) |   |   |   |   |   |   |   |   |   |   |    |   |

### Match 5
Dimanche 10 octobre 1993 au SkyDome, Toronto, Ontario.
| White Sox de Chicago | 0 | 0 | 0 | 0 | 1 | 0 | 0 | 0 | 2 | 3 | 5  | 1 |
| Blue Jays de Toronto | 1 | 1 | 1 | 1 | 0 | 0 | 1 | 0 | X | 5 | 14 | 0 |
| Lanceurs partants : CHI : Jack McDowell TOR : Juan Guzman Vic. : Juan Guzman (2-0) Déf. : Jack McDowell (0-2) HRs : CHI : Robin Ventura (1), Ellis Burks (1) |   |   |   |   |   |   |   |   |   |   |    |   |

### Match 6
Mardi 12 octobre 1993 au Comiskey Park, Chicago, Illinois.
| Blue Jays de Toronto | 0 | 2 | 0 | 1 | 0 | 0 | 0 | 0 | 3 | 6 | 10 | 0 |
| White Sox de Chicago | 0 | 0 | 2 | 0 | 0 | 0 | 0 | 0 | 1 | 3 | 5  | 3 |
| Lanceurs partants : TOR : Dave Stewart CHI : Alex Fernandez Vic. : Dave Stewart (2-0) Déf. : Alex Fernandez (0-2) Sauv. : Duane Ward (2) HRs : TOR : Devon White (1) CHI : Warren Newson (1) |   |   |   |   |   |   |   |   |   |   |    |   |

## Joueur par excellence
Le lanceur droitier Dave Stewart, un ancien des Athletics d'Oakland s'étant joint comme agent libre aux Blue Jays en décembre 1992, est nommé joueur par excellence de la Série de championnat 1993 de la Ligue américaine. Stewart, un habitué des séries éliminatoires déjà couronné meilleur joueur de la Série mondiale 1989 pour Oakland, est le lanceur gagnant dans les deuxième et sixième matchs de la série contre les White Sox de Chicago. Il lance les deux parties sur le terrain des Sox et affiche une moyenne de points mérités de 2,03 seulement en 13 manches et un tiers lancées.